# 황도광

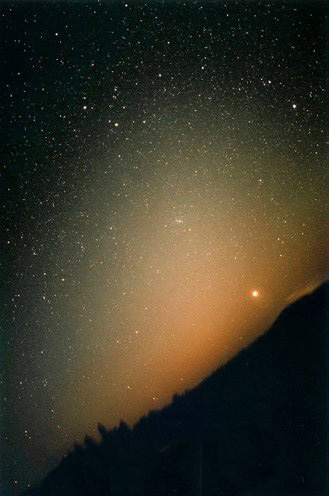
새벽 동쪽 하늘의 황도광

황도광(黃道光)은 황도면을 따라 분포하는 행성간 티끌로 인해 생겨나는 고깔 모양의 희미한 빛을 말한다. 황도광은 태양 근처가 가장 밝고, 태양에서 멀어질수록 어두워진다.
황도광에는 방출광과 산란광이 있다. 이 중 방출광은 티끌이 적외선 영역에서 복사를 통해 내는 빛이다. 반면에 산란광은 가시광인 태양 빛을 산란시켜 내는 빛으로, 해가 지고 난 후 서쪽 하늘이나 해가 뜨기 전 동쪽 하늘에서 볼 수 있다. 흔히 황도광이라하면 황도 산란광을 의미한다. 황도광은 희미하여 달빛이나 광공해가 있으면 보기가 매우 어렵다.
황도면상의 태양과 반대 쪽에서 인근 부분에 비해 약간 밝은 빛을 볼 수 있는데, 이를 대일조(對日照)라 부른다.

## 같이 보기
- 코르딜레프스키 구름
- 광학 현상